# 皮卡丘 (加利福尼亞州)
皮卡丘（英語：Picacho）是位於美國加利福尼亞州因皮里爾縣的一個非建制地區。該地的面積和人口皆未知。

## 地理
皮卡丘的座標為33°01′23″N 114°36′40″W / 33.02306°N 114.61111°W，而該地的平均海拔高度為62米（即203英尺）。